# César Rincón (futbolista)

Cesar Rincón (Valencia, Venezuela, 6 de enero de 1986), futbolista venezolano, juega como mediocampista y su actual equipo es el Atlético Venezuela de la Primera División de Venezuela.

## Biografía
Ha estado en los equipos Carabobo FC, Trujillanos FC y Caracas FC.
- Datos: Q5796384